# Гипоцентавр (герб)
Гипоцента́вр, Китовра́с — гласный герб, используемый многими шляхетскими родами в Польше и Великом княжестве Литовском. Представляет собой изображение кентавра — геральдическая фигура, у которой голова, грудь и руки человечьи, а остальные части туловища лошадиные. В общепринятой форме герба, известной с XVI века, у кентавра вместо хвоста — змея, в голову которой он целит из лука.

## История
По легенде о Палемоне, герб был перенесен из Италии лицами, бежавшими в Литву во время войны Цезаря с Помпеем. Старший из них был Довспрунк, прибывший в Литву с Палемоном Либоном. К князьям этого герба легенда причисляет не только мифических Гольшу, Гедруса и других, но и целый ряд без сомнения исторических личностей, в частности великого князя Тройдена.
Древнейшие изображения герба размещены на печатях Семёна Ивановича (1422 и 1433) и Михаила Ивановича (1422) Гольшанских (печати 1422 года при недавно изданных документах Мельнского мира). По описи XVI века, на утраченной на сегодняшний день печати того же князя 1388 года также имелось изображение кентавра.
Кроме Гольшанских гербом и его вариантами владели Горностаи, Гедройцы, Свирские, Сесицкие, Шоломицкие.
Сигизмунд Старый пожаловал герб с китоврасом в зелёном поле польскому местечку Лютомерск. В наше время изображение кентавра, целящегося из лука в свой хвост-змею, размещено в гербах Гольшан, Старых Дорог (владения Гольшанских), Сесикая (родовое имение Сесицких).

## Герб используют
Aleksandrowicz, Bachcza, Bachuz, Bortko, Довспрунги (Dorszprung), Dowmont, Dubrawski, Dubrowicki, Dubrownicki, Dydziel, Dydziul, Ejmuntowicz, Ejmutowicz, Eymuntowicz, Gedgowd, Giecewicz, Gliecewicz, Gieczewski, Giedgowt, Гедройцы (Giedrojć, Giedroyć), Giezgowt, Ginwił, Ginwiłł, Gogul, Gojtus, Гольшанские (Holszański), Hornostaj, Hornostajski, Hurynowicz, Jamont, Jamontowicz, Jamontt, Jurażyc, Kamieński, Katank, Konjugowicz, Kozłowicz, Кульвецы (Kulwiec), Kulwieć, Kulwiocki, Lebiedziowski, Lutyk, Lutyn, Mickiewicz, Micko, Mickowicz, Mieciecki, Mieciński, Mizgayłło, Nielub, Ostyk, Ostykowicz, Paliszewski, Płaskowski, Polewicz, Pukielewicz, Rakiewicz, Rodkiewicz, Rujkiewicz, Rukiewicz, Rukowicz, Rutkiewicz, Rutkowski, Ruykiewicz, Rymdziewicz, Siesicki, Sołomiej , Sołomin, Sołowiej, Strawiński, Suchta, Szawelski, Szemiat, Szemiot, Szemiotowicz, Szerejko, Szerejkowicz, Szołomicki, Świrski, Talmontowicz, Trabski, Urmowski, Utenusowicz, Utenuszowicz, Wiazemski, Wiazeński, Wiaziemski, Wittort, Wojn, Wołożyński, Zdanowicz, Zuchowicz, Zywibunt, Żdan, Żdanowicz, Żuchowicz, Żywibunt

## Галерея

Герб Гольшан
Герб Старых Дорог
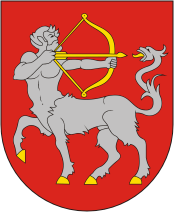
Герб Сесикая
Герб гмины Лютомерск